# Новая Слободка (Липецкая область)
Но́вая Слобо́дка — деревня в Воловском районе Липецкой области России. Входит в состав Захаровского сельсовета.

## География
Деревня находится в юго-западной части Липецкой области, в лесостепной зоне, в пределах восточных отрогов Среднерусской возвышенности, преимущественно на левом берегу реки Дубовец (приток реки Олым), на расстоянии примерно 8 км (по прямой) к северу от села Волово, административного центра района. Абсолютная высота — 187 м над уровнем моря.
Климат
Климат умеренно континентальный с теплым летом и умеренно морозной зимой.
Часовой пояс
Деревня Новая Слободка, как и вся Липецкая область, находится в часовой зоне МСК (московское время). Смещение применяемого времени относительно UTC составляет +3:00.

## Население
| 2010 | 2012 |
| ---- | ---- |
| 81   | ↗111 |

Гендерный состав
По данным Всероссийской переписи населения 2010 года в гендерной структуре населения мужчины составляли 49,4 %, женщины — соответственно 50,6 %.
Национальный состав
Согласно результатам переписи 2002 года, в национальной структуре населения русские составляли 99 % из 134 жителей.

## Улицы
Уличная сеть деревни состоит из двух улиц (ул. Садовая и ул. Школьная).